# Скробовский, Пётр
Пётр Скробо́вский (пол. Piotr Skrobowski; 16 октября 1961, Краков, Польская Народная Республика) — польский футболист, защитник. Выступал за сборную Польши. Бронзовый призёр чемпионата мира 1982 года.

## Карьера

### В сборной
До дебюта в основной сборной Польши Пётр Скробовский выступал за молодёжную сборную Польши (до 20 лет), в составе которой, в 1979 году принимал участие в чемпионате мира среди молодёжных команд. Он сыграл на турнире в пяти матчах и занял четвёртое место.
В главной сборной Польши Пётр Скробовский дебютировал 22 июня 1980 года в товарищеском матче со сборной Ирака, завершившимся победой поляков со счётом 3:0. В 1982 году Скробовский отправился на чемпионат мира, весь турнир он просидел в запасе. На том чемпионате поляки завоевали бронзовые медали, обыграв в матче за третье место сборную Франции со счётом 3:2. Своё последнее выступление за сборную Скробовский провёл 11 января 1984 года в матче розыгрыша кубка Неру со сборной Индии, тот матч завершился победой поляков со счётом 2:1. Поляки выиграли тот кубок, но Скробовский всё оставшееся время на турнире провёл в запасе. Всего же за сборную Пётр Скробовский сыграл 15 матчей.

## Достижения

### Командные
Сборная Польши
- Бронзовый призёр чемпионата мира: 1982
- Обладатель Кубка Неру: 1984

 «Висла» (Краков)
- Серебряный призёр чемпионата Польши: 1981
- Финалист Кубка Польши (2): 1979, 1984

 «Лех»
- Обладатель Кубка Польши: 1988

## Статистика в сборной
| №  | Дата             | Место проведения | Соперник     | Счёт | Голы | Турнир                    |
| 1  | 22 июня 1980     | Варшава          | Ирак         | 3:0  | -    | Товарищеский матч         |
| 2  | 29 июня 1980     | Сан-Паулу        | Бразилия     | 1:1  | -    | Товарищеский матч         |
| 3  | 9 июля 1980      | Богота           | Колумбия     | 4:1  | -    | Товарищеский матч         |
| 4  | 24 сентября 1980 | Хожув            | Чехословакия | 1:1  | -    | Товарищеский матч         |
| 5  | 12 октября 1980  | Буэнос-Айрес     | Аргентина    | 1:2  | -    | Товарищеский матч         |
| 6  | 12 ноября 1980   | Барселона        | Испания      | 2:1  | -    | Товарищеский матч         |
| 7  | 19 ноября 1980   | Краков           | Алжир        | 5:1  | -    | Товарищеский матч         |
| 8  | 7 декабря 1980   | Гзира            | Мальта       | 2:0  | -    | Отборочный матч к ЧМ 1982 |
| 9  | 25 марта 1981    | Бухарест         | Румыния      | 0:2  | -    | Товарищеский матч         |
| 10 | 2 мая 1981       | Хожув            | ГДР          | 1:0  | -    | Отборочный матч к ЧМ 1982 |
| 11 | 24 мая 1981      | Быдгощ           | Ирландия     | 3:0  | -    | Товарищеский матч         |
| 12 | 2 сентября 1981  | Хожув            | ФРГ          | 0:2  | -    | Товарищеский матч         |
| 13 | 23 сентября 1981 | Лиссабон         | Португалия   | 0:2  | -    | Товарищеский матч         |
| 14 | 18 ноября 1981   | Лодзь            | Испания      | 2:3  | -    | Товарищеский матч         |
| 15 | 11 января 1984   | Калькутта        | Индия        | 2:1  | -    | Кубок Неру 1984           |

Итого: 15 матчей; 8 побед, 2 ничьих, 5 поражений.
| Год   | Отборочные матчи ЧМ | Отборочные матчи ЧМ | Товарищеские матчи | Товарищеские матчи | Итого | Итого |
| Год   | Игры                | Голы                | Игры               | Голы               | Игры  | Голы  |
| ----- | ------------------- | ------------------- | ------------------ | ------------------ | ----- | ----- |
| 1980  | 1                   | 0                   | 7                  | 0                  | 8     | 0     |
| 1981  | 1                   | 0                   | 5                  | 0                  | 6     | 0     |
| 1982  | 0                   | 0                   | 0                  | 0                  | 0     | 0     |
| 1983  | 0                   | 0                   | 0                  | 0                  | 0     | 0     |
| 1984  | 0                   | 0                   | 1                  | 0                  | 1     | 0     |
| Итого | 2                   | 0                   | 13                 | 0                  | 15    | 0     |